# 6-а СС планинска дивизия Норд
6-а СС планинска дивизия „Норд“ (на немски: 6. SS-Gebirgs-Division „Nord“) е военно формирование от Вафен-СС, създадено през септември 1942 година във Финландия като планинска дивизия СС „Норд“ от състава на дивизии СС „Норд“. При номерацията на дивизиите от Вафен-СС получава номер 6, на 22 октомври 1943 година.
Дивизията се предава на американската армия, през 1945 година в Бавария.

## Възникване
На 28 февруари 1941 година, в северна Норвегия, е образувана оперативна група войски СС-„Норд“, с численост на бригада, състояща се от полкове от съединението СС „Мъртвешка глава“ с номера 6,7 и 8. При нападението над Съветския съюз на 22 юни 1941 година, тази войскова част не успява да пробие отбраната на Червената армия и бива отблъсната, понасяйки сериозни загуби, което води до загуба на бойния дух. До септември 1941 година групата е усилена до дивизия, и е преобразувана в планинска дивизия от СС.
В хронологически ред, преименуването е следното:
- март 1941: „SS-Kampfgruppe „Nord““
- юни 1941: „SS-Division „Nord““
- май 1942: „SS-Gebirgs-Division „Nord““
- октомври 1943: „6.SS-Gebirgs-Division „Nord““

## Използоване
Дивизията води бойни действия предимно в Северна Европа: (Финландия и Норвегия). В началото на 1945 година дивизията е изпратена на Западния фронт и воюва в Елзас и Лотарингия и западна Германия. През април 1945 година оставащите сили на дивизията са присъединени в състава на новосформираната 38-а СС гренадирска дивизия Нибелунген.

## Организация
- 11-и СС планинско стрелкови полк „Райнхард Хайдрих“ (на немски: SS-Gebirgs-Jäger-Regiment 11 „Reinhard Heydrich“)
- 12-и СС планинско стрелкови полк „Михаел Гайсмайр“ (на немски: SS-Gebirgs-Jäger-Regiment 12 „Michael Gaißmair“)
- 6-и СС планинско артилерийски полк (на немски: SS-Gebirgs-Artillerie-Regiment 6)
- 5-и СС мотопехотен полк (на немски: SS-Infanterie-Regiment (mot) 5)
  - 9-и СС пехотен батальон (на немски: SS-Infanterie-Bataillon 9)
  - 506-и СС танково-гренадирски батальон (на немски: SS-Panzer-Grenadier-Bataillon 506)
  - 6-и СС мотострелкови батальон „Норд“ (на немски: SS-Schützen-Bataillon „Nord“ (mot) 6)
  - 6-и СС зенитен батальон (на немски: SS-Flak-Abteilung 6)
  - 6-и СС моторизиран планински разузнавателен батальон (на немски: SS-Gebirgs-Aufklärungs-Abteilung (mot) 6)
  - 6-о СС подразделение информация (на немски: SS-Gebirgs-Nachrichten-Abteilung 6)
  - 6-и СС инженерно-планински батальон (на немски: SS-Gebirgs-Pionier-Bataillon 6)
  - 6-и СС скиорски (планинско стрелкови) батальон „Норге“ (на немски: SS-Ski(Jäger)-Bataillon „Norge“)
  - 6-о СС минометно подразделение (на немски: SS-Werfer-Abteilung 6)
  - 6-и СС резервен батальон (на немски: SS-Feldersatz-Bataillon 6)
    - 6-а СС рота за пропаганда (норвежка част) (на немски: SS-og-Polit-Kompanie (norwegische Einheit))
    - 6-а СС батарея щурмови оръдия (на немски: SS-Sturmgeschütz-Batterie 6)
- охранителна рота (на немски: Divisionstruppen)
  - 6-о СС ремонтно подразделение (на немски: SS-Instandsetzungs-Abteilung 6)
  - 6-о СС планинско санитарно подразделение (на немски: SS-Gebirgs-Sanitäts-Abteilung 6)
  - 6-о СС стопански батальон (на немски: SS-Wirtschafts-Bataillon 6)
  - 6-о СС подразделение управления (на немски: SS-Verwaltungstruppen-Abteilung 6)
  - 6-о СС подразделение „бойни кучета“ (на немски: SS-Feldhundetruppen-Abteilung 6)
    - 6-а СС рота обмундироване (на немски: SS-Bekleidungs-Kompanie 6)
    - 6-а СС ветеринарна рота (на немски: SS-Veterinär-Kompanie 6)
      - 6-и СС планински взвод кореспонденти (на немски: SS-Gebirgs-Kriegsberichter-Zug 6)
      - 6-и СС взвод полева жандармерия (на немски: SS-Feldgendarmerie-Zug 6)

## Командири
- 12 юни 1940 – 25 май 1941 бригадефюрер от СС Рихард Херман
- 25 май 1941 – 1 април 1942 групенфюрер от СС Карл Демелхубер
- 1 април – 14 юни 1942 оберфюрер от СС Ханс Шнайдер
- 14 юни – 15 октомври 1942 бригадефюрер от СС Матиас Клейнхейстеркамп
- 15 октомври 1942 – 14 юни 1943 групенфюрер от СС Лотар Дебес
- 14 юни 1943 – 23 август 1944 обергрупенфюрер от СС Фридрих-Вилхелм Крюгер
- 23 август −1 септември 1944 бригадефюрер от СС Густав Ломбард
- 1 септември 1944 – 3 април 1945 групенфюрер от СС Карл Хейнрих Бренер
- 3 април – 8 май 1945 щандартенфюрер от СС Франц Шрейбер